# Leopold III. Pravedni
Leopold III. Pravedni (Beč, 1. studenog 1351. – Sampach, 9. lipnja 1386.) iz dinastije Habsburg bio je vojvoda Austrije, Štajerske, Koruške i Kranjske.